# Zònula ciliar
La zònula ciliar o lligament suspensori del cristal·lí o zònula de Zinn, és una estructura de l'ull composta per una sèrie de fibres i filaments que serveixen perquè el cristal·lí mantingui la seva posició i forma. zònula ciliar 
Les fibres s'uneixen per un extrem a la zona més externa del cristal·lí (la càpsula) i per l'altre al cos ciliar, aquests filaments formen una complexa estructura tridimensional i tenen una gran capacitat de distensió sense arribar-se a trencar.